# Tauberbischofsheim über der Tauberbrücke
Tauberbischofsheim über der Tauberbrücke ist ein in der Kernstadt Tauberbischofsheim aufgegangener Wohnplatz im Main-Tauber-Kreis im fränkisch geprägten Nordosten Baden-Württembergs.

## Geographie

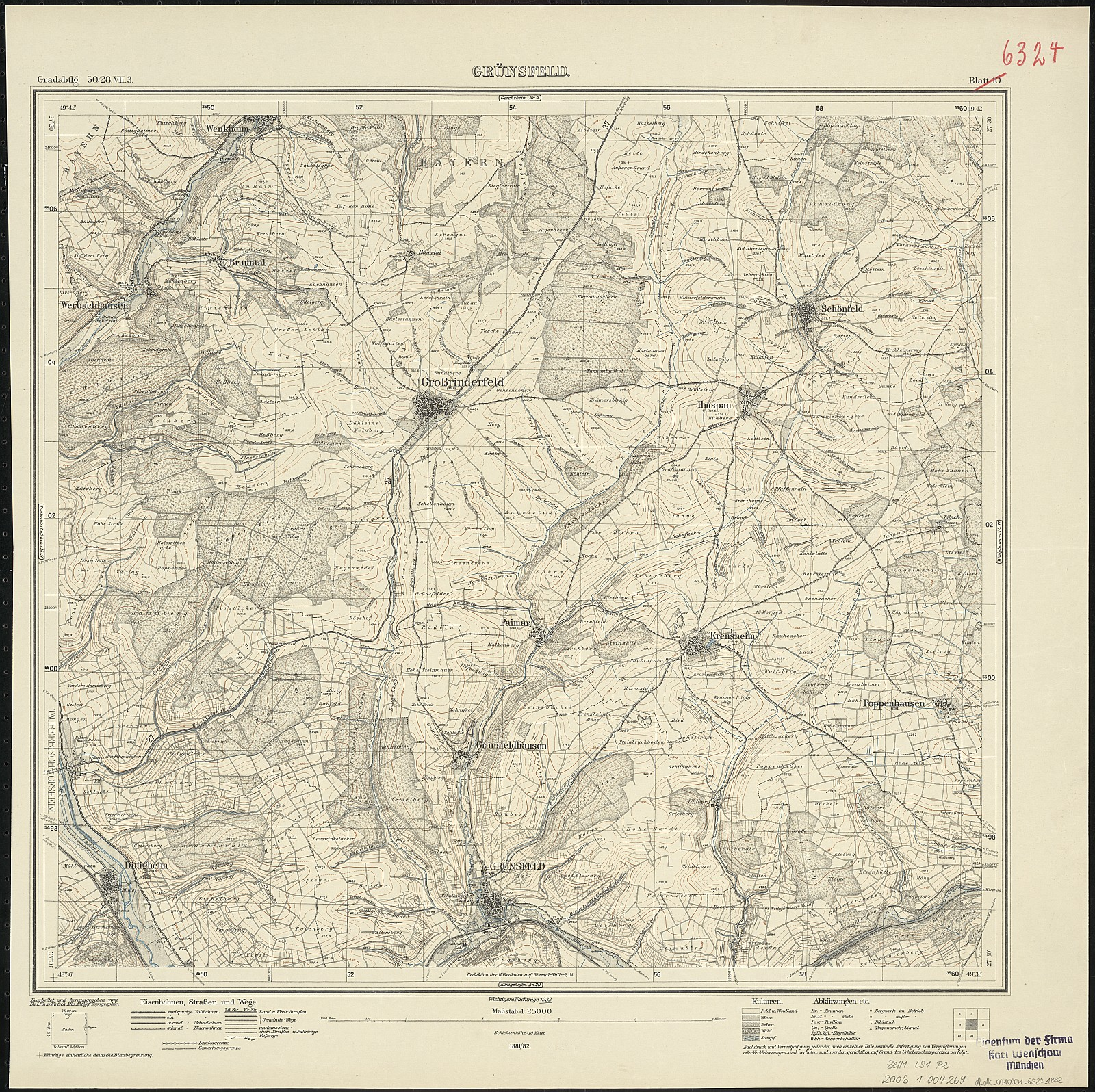
Teilweise besiedelter Wohnplatz über der Tauberbischofsheimer Tauberbrücke auf dem Messtischblatt Nr. 6324 „Grünsfeld“ von 1932

Der in der Kernstadt Tauberbischofsheim aufgegangene Wohnplatz umfasst die Häuser auf der rechten Seite der Tauber.

## Geschichte
Auf den Messtischblättern Nr. 6323 „Tauberbischofsheim“ von 1923 und Nr. 6324 „Grünsfeld“ von 1882 war der Ort auf der rechten Tauberseite noch nicht durchgängig besiedelt und lag von der Kernstadt Tauberbischofsheim getrennt. Damals bestanden vor Ort nur wenige Gebäude. Auf dem Messtischblatt Nr. 6324 „Grünsfeld“ von 1932 bestanden ein paar weitere Gebäude, jedoch weiterhin keine durchgängige Bebauung auf der rechten Tauberseite der Kernstadt Tauberbischofsheim. Erst in der Nachkriegszeit wurde der Ort durchgängig besiedelt. Heute liegen die Gebäude nicht mehr von der restlichen Kernstadt getrennt und der Ort gilt daher als aufgegangener Wohnplatz.
Durch die Konversion der ehemaligen Kurmainz-Kaserne, die von 1963 bis 2008 ein Bundeswehrstandort war, entstand seit 2011 auf dem Laurentiusberg mit den Kauf des Areals durch die Stadt Tauberbischofsheim ein weiterer Wohnplatz auf der rechten Tauberseite der Kernstadt Tauberbischofsheim.

## Kulturdenkmale
Auf der rechten Seite der Tauberbischofsheimer Tauberbrücke befinden sich mehrere Baudenkmäler und Kleindenkmale.

## Verkehr
Der Wohnplatz umfasst alle bebauten Straßen der Kernstadt Tauberbischofsheim auf der rechten Seite der Tauber zwischen Edelbergshohle und Fahrentalsgraben.